# Chelan River
Der Chelan River ist ein Nebenfluss des Columbia Rivers im US-Bundesstaat Washington. Mit einer Länge von nur 6,5 km ist er der kürzeste Fluss in Washington. Der Lake Chelan Dam befindet sich am Ursprung des Flusses, dem Abfluss des Lake Chelan. Hier wird fast die gesamte Abflussmenge in das Kraftwerk abgeleitet, das 6,3 km flussabwärts in der Nähe seiner Mündung liegt. Daher ist der Fluss fast immer nahezu trocken. Die Durchflussmenge wird direkt unterhalb des Kraftwerks gemessen, sodass die Ableitung des Wassers auf die Statistik keine Auswirkung hat. Der Name des Flusses sowie des gleichnamigen Indianerstammes der Chelan geht auf Tsi-Laan („tiefes Wasser“) zurück, der Bezeichnung für den Lake Chelan durch die benachbarten Wenatchi.

## Lauf
Der Chelan River hat seinen Ursprung am Abfluss des Lake Chelan in der Stadt Chelan, die am südlichen Ende des Sees liegt. Der Staudamm blockiert den Fluss. Unterhalb verläuft das meist trockene Flussbett über 6,3 km durch eine steile und felsige Schlucht, bevor der Fluss in der Nähe der Siedlung Chelan Falls in den Columbia mündet. Die Fallleitung hat eine Länge von rund 3,5 km und eine Fallhöhe von 122 m. Das Lake Chelan Powerhouse befindet sich an der früheren Mündung des Flusses. Das abgeleitete Wasser treibt die Turbinen an und strömt dann bei Flussmeile 503,3 (810 km oberhalb der Mündung) in den Columbia. Dieser Mündungskanal ist eigentlich des Columbia, hat aber aufgrund dessen Aufstauung durch den Rocky Reach Dam kein Gefälle.

## Wasserbau
Obwohl der Lake Chelan ein natürlicher See ist, werden sein Wasserstand und die Abflussmenge durch den Lake Chelan Dam seit dessen Bau 1927 reguliert. Aufgrund des Staudamms ist das Flussbett fast immer trocken, nur gelegentlich strömt Wasser über den Überlauf in den eigentlichen Fluss, vor allem im Frühling und zu Beginn des Sommers, wenn die Schneeschmelze den Wasserstand des Sees ansteigen lässt. Das Flusswasser dient nicht nur ausschließlich der Energiegewinnung durch Wasserkraft, sondern auch zu Zwecken der Bewässerung und der Trinkwasserversorgung. In den Sommermonaten wird der Wasserstand am Lake Chelan auch zu Freizeitzwecken hoch gehalten.
Aufgrund des starken Gefälles in der Schlucht des Chelan Rivers waren Wanderfische auch vor dem Bau des Staudammes nicht in der Lage, in den Lake Chelan zu gelangen. Im See und seinen Zuflüssen gibt es jedoch eine Reihe von Fischarten, die nicht wandern.